# Hjalmar Christoffersen
Hjalmar Johan Christoffersen, né le 1er décembre 1889 à Copenhague et mort le 28 décembre 1966 dans la même ville, est un footballeur international danois. Il évoluait au poste d'attaquant.

## Biographie

### En club
Hjalmar Christoffersen est joueur du BK Frem de 1906 à 1915,.

### En équipe nationale
International danois, Hjalmar Christoffersen dispute une unique rencontre en sélection lors d'un match des Jeux olympiques de 1912 contre la Norvège le 30 juin 1912 (victoire 7-0). L'équipe du Danemark est médaillée d'argent à l'issue de la compétition,.

## Palmarès

### En sélection
Danemark
- Jeux olympiques :
  -  Argent : 1912.